# Дёмино (Ставропольский край)
Дёмино — хутор в Шпаковском муниципальном округе Ставропольского края России.

## География
Хутор находится в западной части Ставропольского края, в 10 км от краевого центра и 22 км от центра округа.
К юго-востоку от Дёмино расположено озеро Вшивое.

## История
Официальной датой основания хутора считается 1905 год. Населённый пункт возник на землях, принадлежавших братьям Лаврентию и Фёдору Дёминым (отсюда название).

Архивные материалы и статистико-географические справочники первой четверти XX в. не дают возможности установить дату образования хутора Дёмино и соседних посёлков, что можно объяснить их межевым расположением (на границах Ставропольского уезда и земель Кубанского казачьего войска). По свидетельствам старожилов удалось определить лишь примерно год образования хуторов — 1905-й или 1906-й.— История городов и сёл Ставрополья
После революции 1917 года земли и угодья «Дёминской экономии» были национализированы. В советское время основой организованного здесь хозяйства стало овцеводство.
В 1932 году на части бывших помещичьих земель возникло базовое учебное хозяйство Ставропольского сельхозинститута, специализировавшееся на выращивании племенного молодняка и производстве семенного зерна. После 1933 года учхоз состоял трёх ферм (отделений): № 1 «Центральная» (с хозцентром в хуторе Дёмино), № 2 «Лесные ключи» и № 3 «Грушовая». На территории центрального отделения действовали молочная, свиноводческая и птицеводческая фермы, а также пасека. Здесь же располагались механические мастерские, культурно-бытовые помещения и студенческие общежития.
Во время Великой Отечественной войны с августа 1942 года хутор Дёмино и угодья учхоза находились в зоне оккупации, но немцев здесь не было. После оккупации, в апреле 1943 года, учхоз возобновил свою деятельность. В 1947 году на его базе было организовано опытное поле многолетних культур, на котором проводились научно-исследовательские работы.
На 1 марта 1966 года хутор числился в составе Цимлянского сельсовета с центром в посёлке Цимлянском:28. В феврале 1974 был создан Дёминский сельсовет. В него вошли хутора: Дёмино — административный центр, Холодногорский и Гремучий:28.
По сведениям на 1 января 1975 года, в Дёмино имелись средняя школа на 640 мест с интернатом на 140 мест, детский сад на 140 мест, клуб, медпункт, столовая на 75 мест, продуктовый и хозяйственный магазины. Были построены четыре новых трёхквартирных жилых дома, а также завершалось строительство общежития на 60 мест для студентов сельхозинститута. Согласно изданной в 1985 году километровой карте Генштаба ВС СССР, население Дёмино составляло 1500 человек.
В 1998 году на территории посёлка был построен военный городок из пятиэтажных жилых домов — в нём предоставлялись квартиры офицерам ВВС РФ. В 2006 году военный городок был включён в состав Ленинского района города Ставрополя как микрорайон № 32.
До 16 марта 2020 года хутор был административным центром упразднённого Дёминского сельсовета".

## Население
| 1989 | 2002  | 2010  | 2013  | 2014  | 2021  |
| ---- | ----- | ----- | ----- | ----- | ----- |
| 1631 | ↗4364 | ↘2743 | ↗2753 | ↗2800 | ↗2934 |

По данным переписи 2002 года, 85 % населения — русские.

## Инфраструктура
- Досуговый центр культуры[28]
- Сельская библиотека. Открыта в 1968 году[29]
- Детский сад № 14[30]. Открыт 25 февраля 1975 года как детский сад учебно-опытного хозяйства Ставропольского сельскохозяйственного института[11]
- Средняя общеобразовательная школа № 18[31]

## Транспорт
До Ставрополя ходят маршрутные такси и рейсовый автобус.

## Русская православная церковь
- Храм святого великомученика Георгия Победоносца[32]

## Кладбище
За чертой Дёмино, в 5,9 км северо-восточнее здания администрации Дёминского сельсовета, расположено общественное открытое кладбище площадью 49 821 м².

## Достопримечательности
- Станция Озерная — по-видимому, именно так называлась станция, принадлежавшая ж/д Туапсинка на разрушенном ныне участке Старомарьевская — Ставрополь — Армавир. Сохранившееся здание станции расположено в поселке Дёмино. Вокзал, точнее станция, был построен по тому же проекту, что и здание на Мамайке, но в целом сохранился хуже. Планировка внутри была полностью изменена, в фасаде сделана дверь вместо двух окон, построены пристройки. В настоящий момент в здании вокзала расположены помещения поселковых коммунальных служб (газовая служба поселка Дёмино).
- Озеро Вшивое — биологический заказник.
- Гора Бударка.

## Галерея

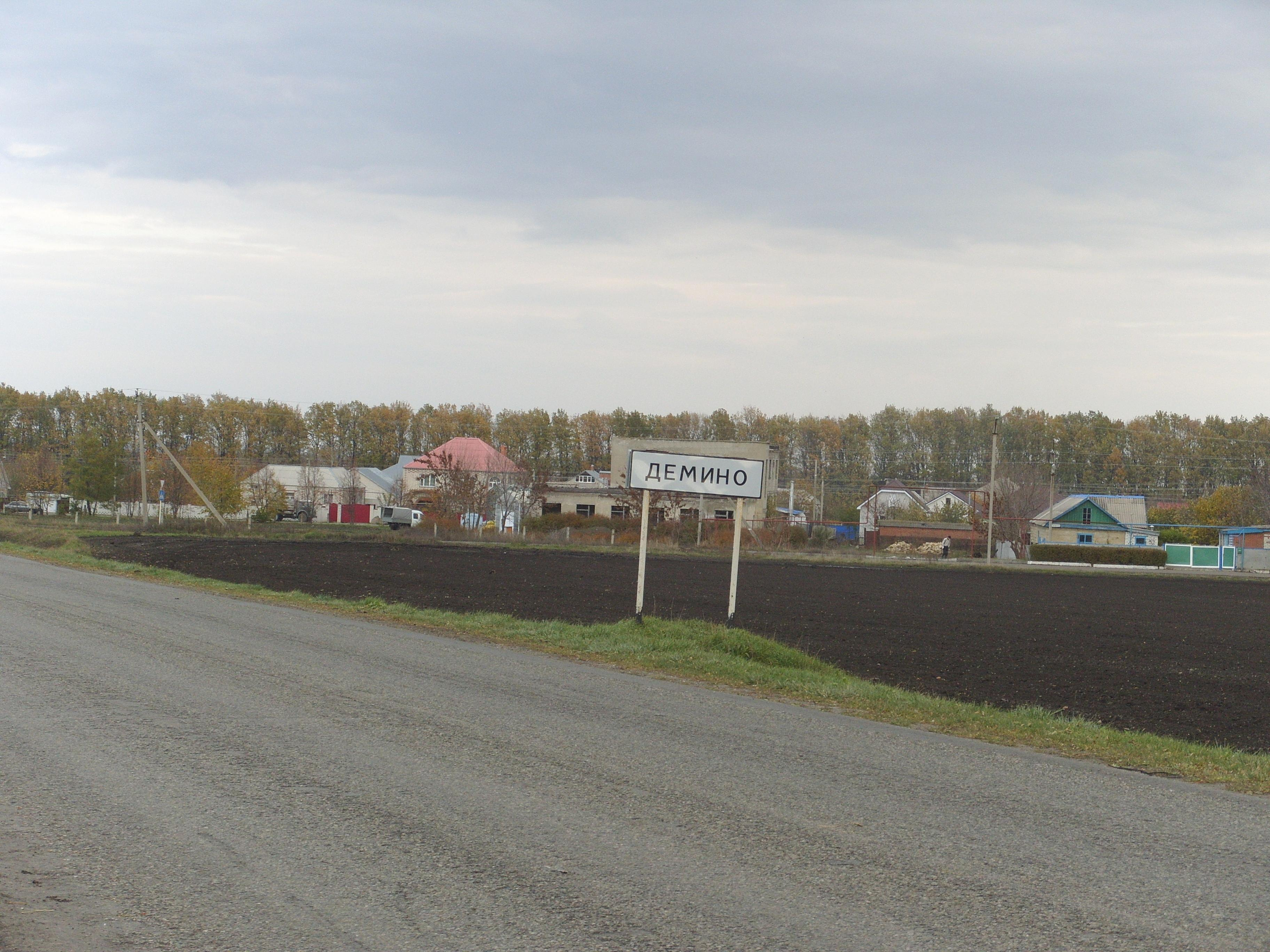
Въезд в Дёмино
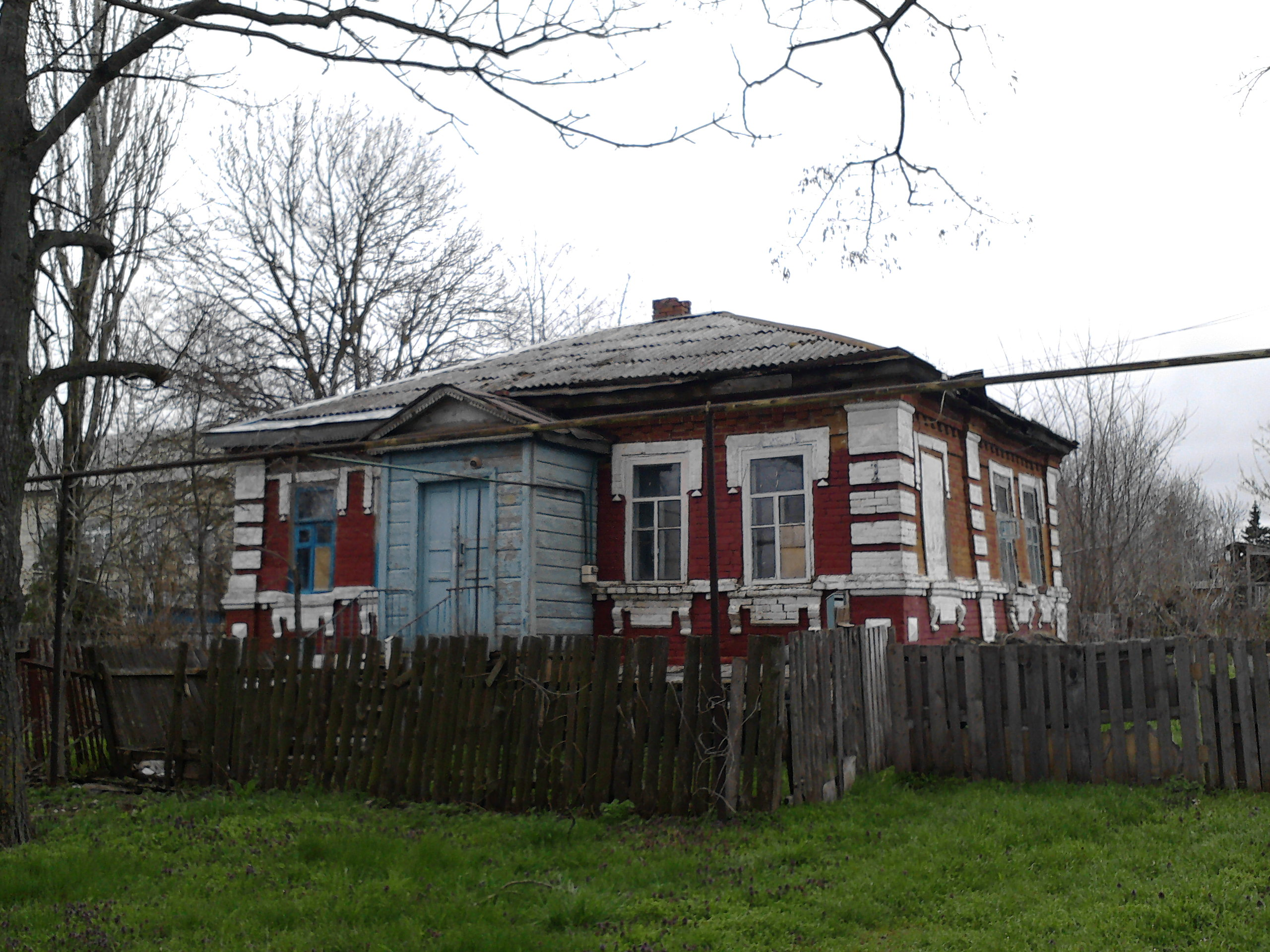
Дом братьев Дёминых
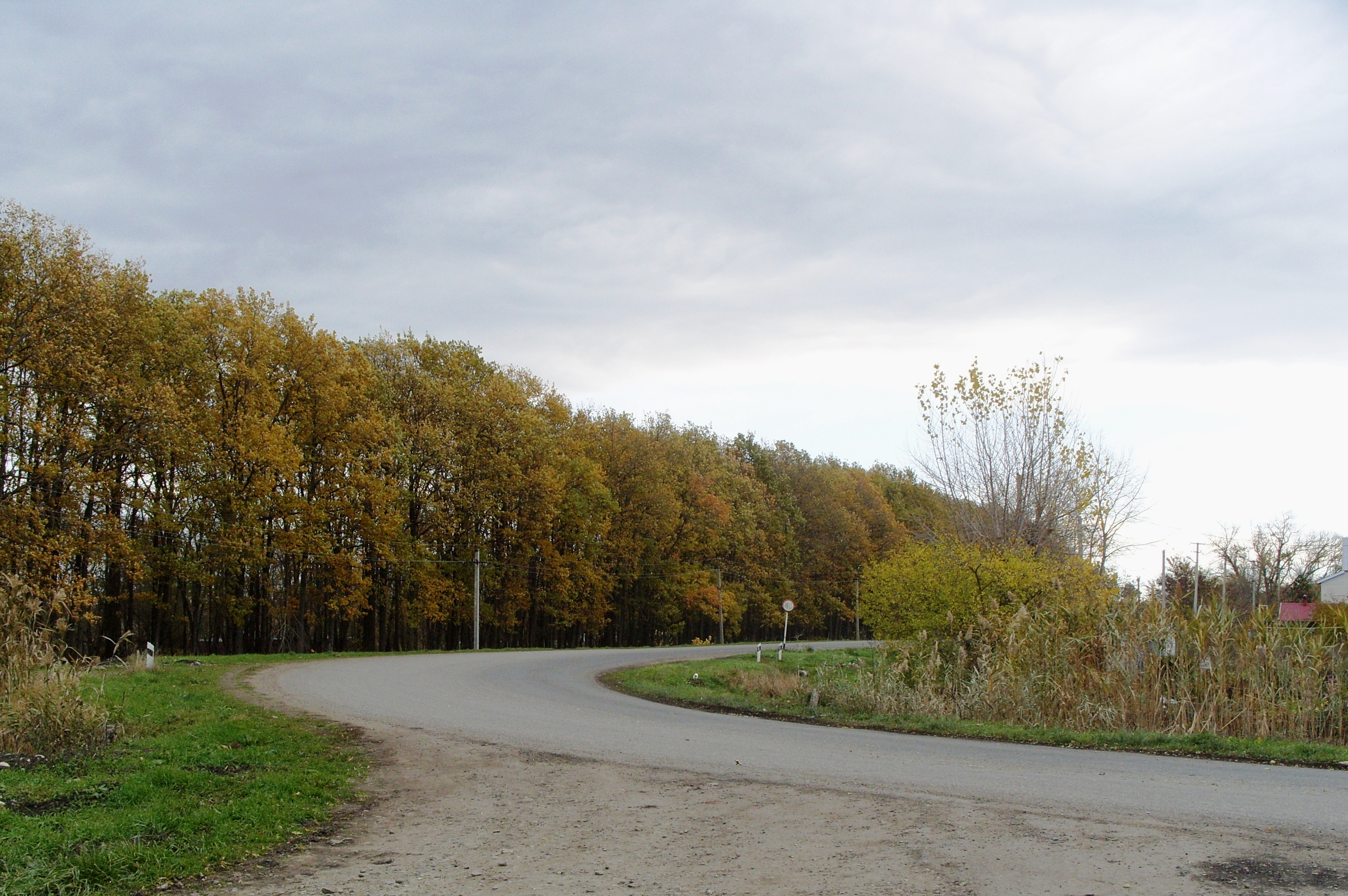
Лесополоса на въезде в поселок Дёмино
В лесополосе
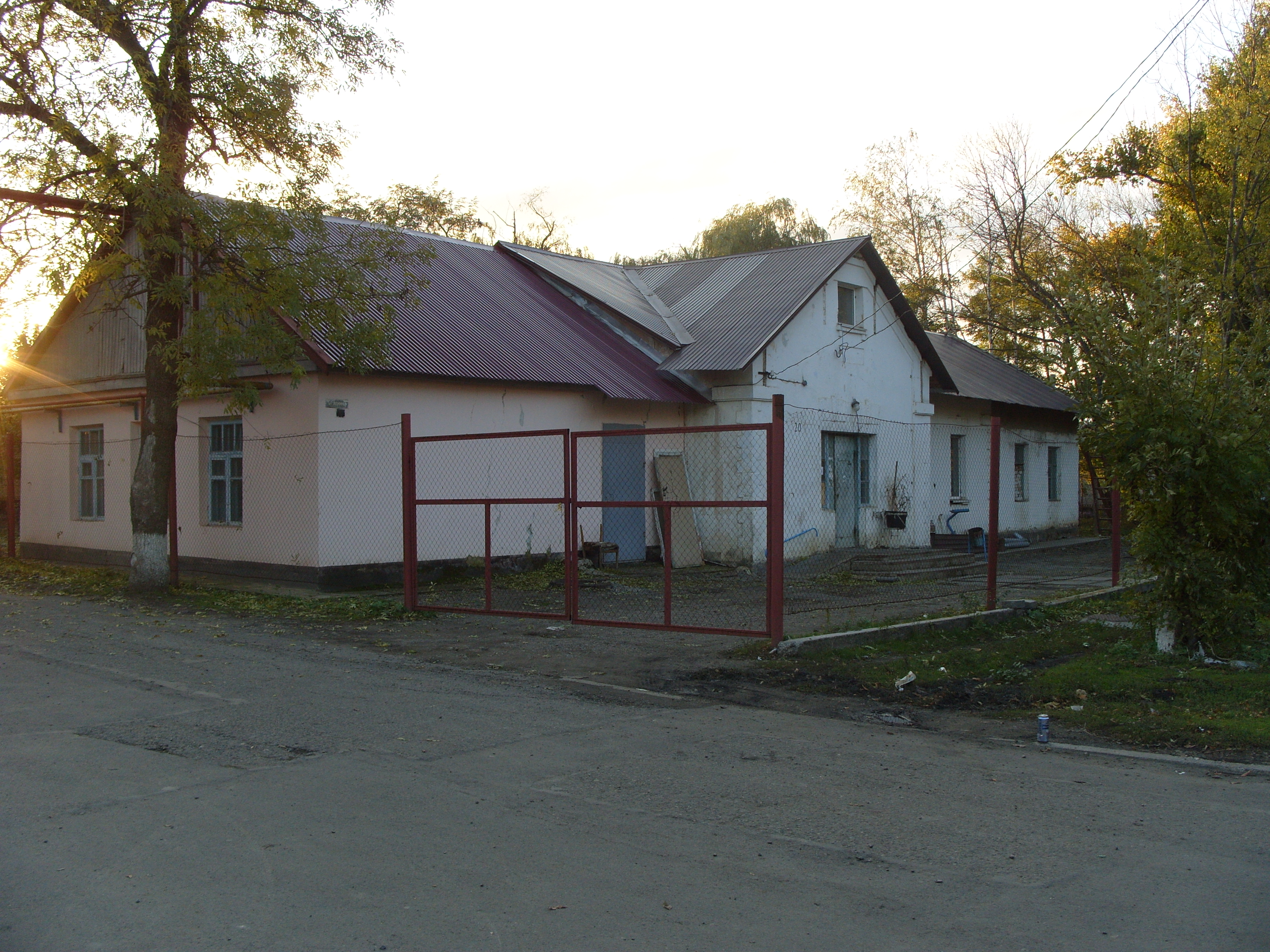
Здание газовой службы, бывшая железнодорожная станция
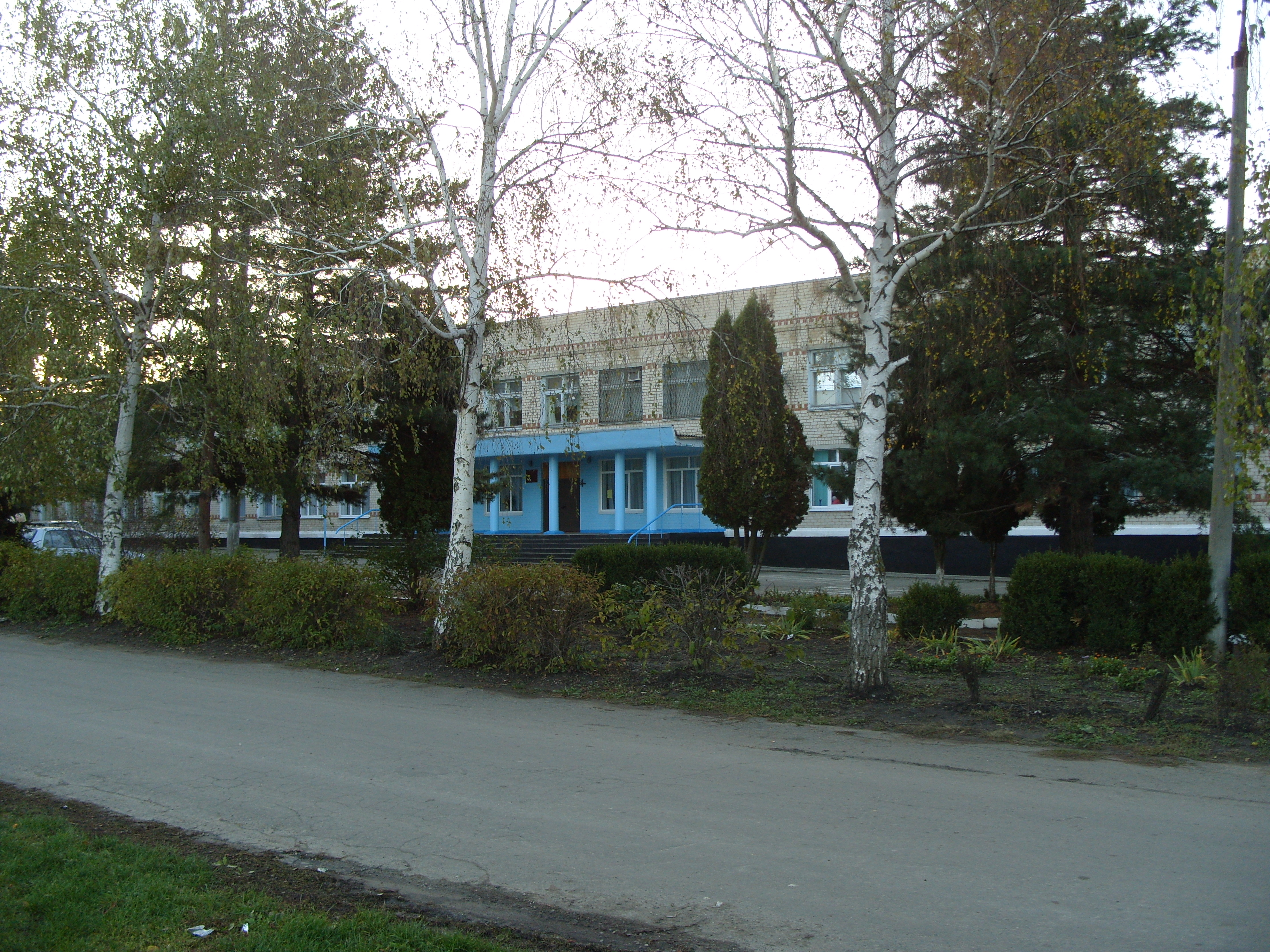
Здание школы в Дёмино
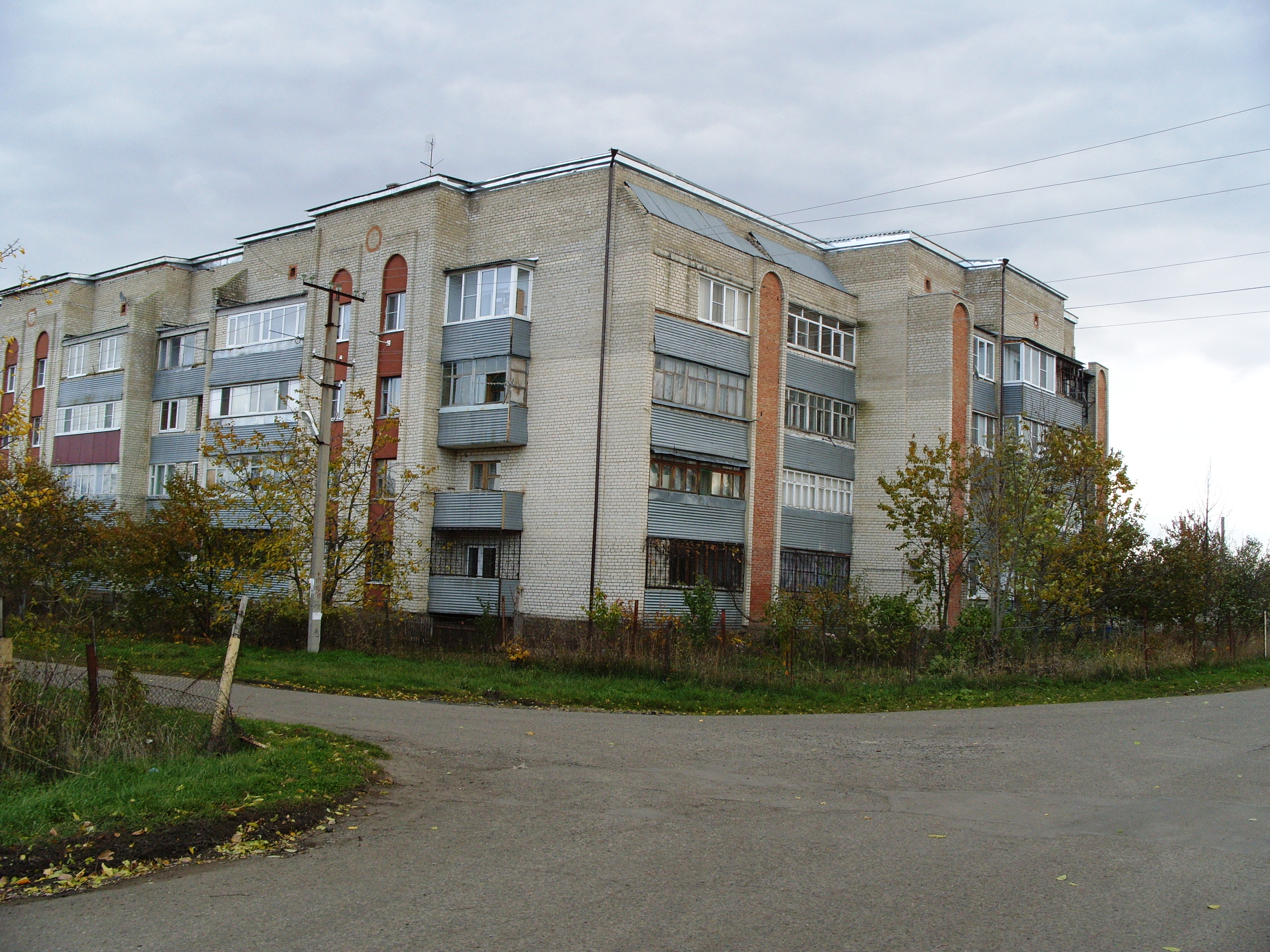
Четырёхэтажный многоквартирный дом в Дёмино
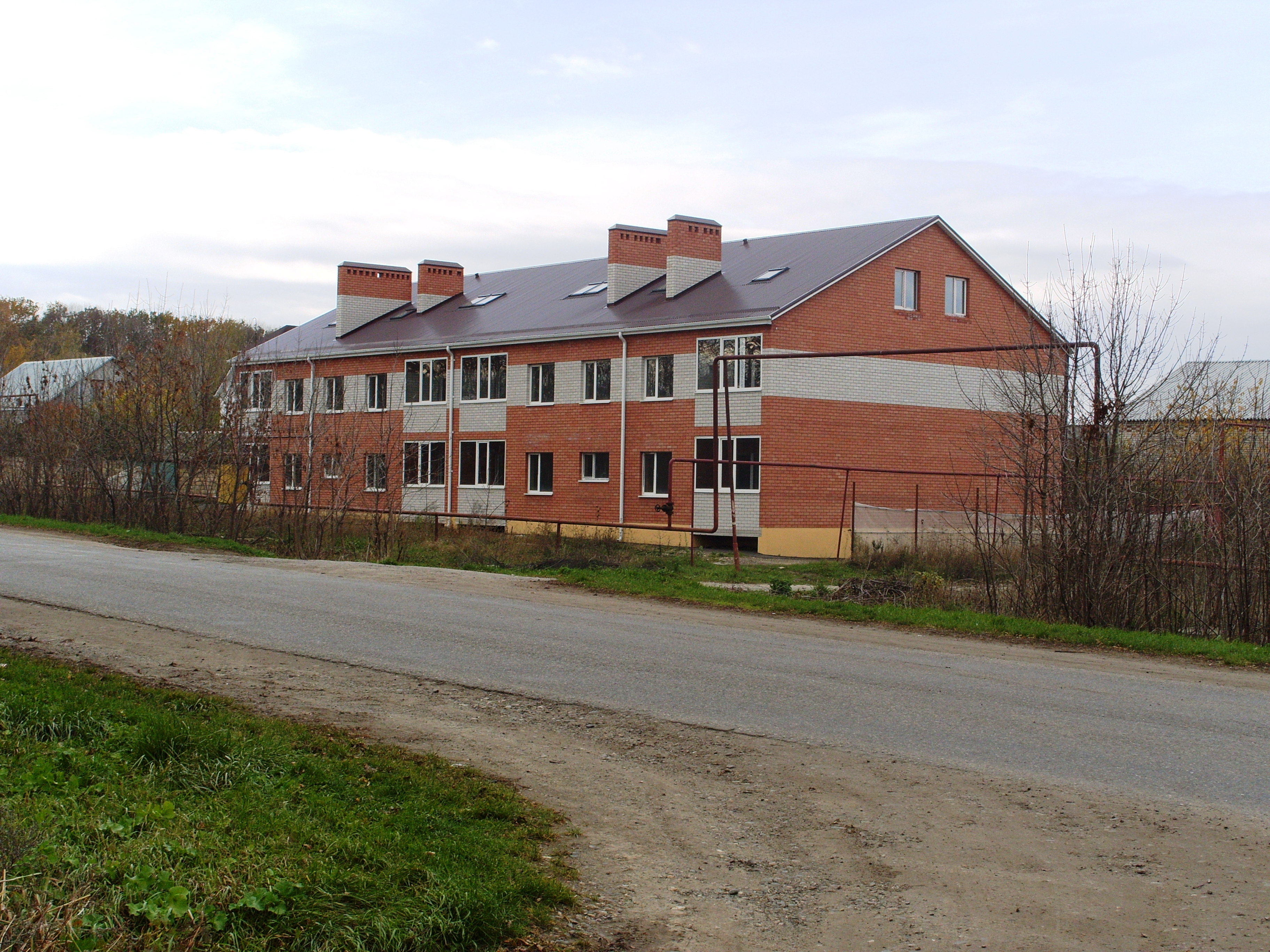
Трехэтажный  дом в Дёмино
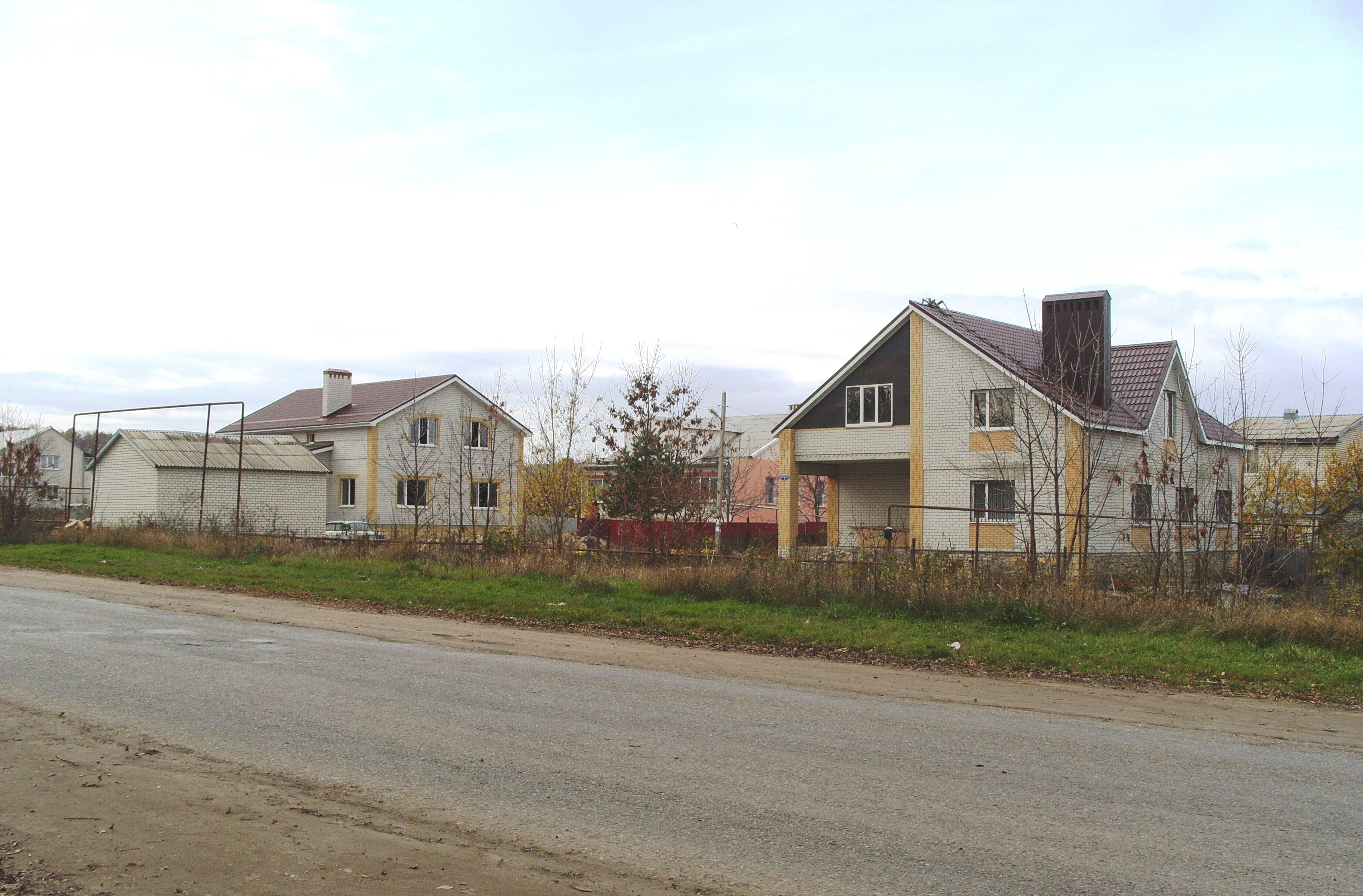
Дома в новом районе